# Leonard Doroftei
Leonard Dorin Doroftei (* 10. dubna 1970 Ploješť) je bývalý rumunský boxer lehké a velterové váhy.
Začínal ve čtrnácti letech v klubu Prahova Ploiești, pak přestoupil do bukurešťské Steauy. Třikrát se stal juniorským mistrem Rumunska a čtyřikrát získal národní titul mezi seniory. V roce 1991 vybojoval bronzovou medaili na světovém vojenském šampionátu. Na Letních olympijských hrách 1992 obsadil třetí místo v soutěži velterů. V roce 1995 vyhrál mistrovství světa amatérů v boxu a v roce 1996 mistrovství Evropy amatérů v boxu. Na LOH 1996 získal v lehké váze bronzovou medaili. Celkově v amatérském ringu zaznamenal 239 vítězství a 15 porážek.
Od roku 1997 boxoval profesionálně za kanadský tým Interbox. Byl znám pod přezdívkou Lion (Lev). Od ledna 2002 do října 2003 byl mistrem světa v lehké váze organizace World Boxing Association. Mezi profesionály vyhrál 22 utkání a prohrál jediné, s Kanaďanem Arturem Gattim 24. července 2004 v Atlantic City. Po tomto zápase ukončil sportovní kariéru. Stal se trenérem a majitelem restaurace, od roku 2012 vede Rumunskou boxerskou federaci.